# مالكوم إدواردز
مالكوم إدواردز (بالإنجليزية: Malcolm Edwards)‏ (25 أكتوبر 1939 في المملكة المتحدة - ) هو لاعب كرة قدم بريطاني في مركز الظهير. لعب مع بولتون واندررز ونادي بانغور سيتي ونادي ترانمير روفرز لكرة القدم ونادي تشستر سيتي ونادي بارو.

## وصلات خارجية
- مالكوم إدواردز على موقع قاعدة بيانات كرة القدم.إي يو (الإنجليزية)